# داركو بافلوفيتش
داركو بافلوفيتش (14 أغسطس 1995 ببيخا في كوسوفو - ) هو لاعب كرة قدم صربي في مركز الوسط. لعب مع FK Jedinstvo Užice ‏ ونادي ميتالاك.

## وصلات خارجية
- داركو بافلوفيتش على موقع قاعدة بيانات كرة القدم.إي يو (الإنجليزية)
- داركو بافلوفيتش على موقع Soccerway.com (الإنجليزية)